# 1906-os argentin labdarúgó-bajnokság (első osztály)
Az 1906-os Primera División volt a 15. alkalommal megrendezett, legmagasabb szintű labdarúgó-bajnokság Argentínában.
A címvédő az Alumni volt. A bajnokságot újra az Alumni csapata nyerte meg, a bajnokság történetében hatodjára.

## Eredmények

### A csoport
| Hely. | Csapat           | M  | Gy | D | V | G+ | G– | Gk  | P  | Továbbjutás vagy kiesés |
| ----- | ---------------- | -- | -- | - | - | -- | -- | --- | -- | ----------------------- |
| 1.    | Lomas            | 10 | 7  | 1 | 2 | 23 | 14 | +9  | 15 | Továbbjutott a döntőbe  |
| 2.    | San Martín       | 10 | 5  | 2 | 3 | 17 | 9  | +8  | 12 |                         |
| 3.    | Estudiantes (BA) | 10 | 6  | 0 | 4 | 22 | 19 | +3  | 12 |                         |
| 4.    | San Isidro       | 10 | 5  | 0 | 5 | 23 | 22 | +1  | 10 |                         |
| 5.    | Reformer         | 10 | 4  | 0 | 6 | 30 | 22 | +8  | 8  |                         |
| 6.    | Barracas         | 10 | 1  | 1 | 8 | 8  | 37 | −29 | 3  |                         |

- A Barracas csapatától 2 pontot levontak.

### B csoport
| Hely. | Csapat         | M | Gy | D | V | G+ | G– | Gk  | P  | Továbbjutás vagy kiesés |
| ----- | -------------- | - | -- | - | - | -- | -- | --- | -- | ----------------------- |
| 1.    | Alumni         | 8 | 7  | 0 | 1 | 28 | 6  | +22 | 14 | Továbbjutott a döntőbe  |
| 2.    | Quilmes        | 8 | 6  | 0 | 2 | 26 | 13 | +13 | 12 |                         |
| 3.    | Belgrano       | 8 | 5  | 0 | 3 | 23 | 15 | +8  | 10 |                         |
| 4.    | Argentino (Q)  | 8 | 1  | 0 | 7 | 5  | 19 | −14 | 2  |                         |
| 5.    | Belgrano Extra | 8 | 1  | 0 | 7 | 9  | 38 | −29 | 2  |                         |

### Döntő
| Dátum      | 1. csapat | Eredmény | 2. csapat | Helyszín                         |
| ---------- | --------- | -------- | --------- | -------------------------------- |
| október 7. | Alumni    | 4–0      | Lomas     | Estadio CA Porteño, Buenos Aires |

| 1906. október 7. |

| Alumni                              | 4–0 | Lomas |
| ----------------------------------- | --- | ----- |
| Lett 24' Brown 35' 43' Campbell 80' |     |       |

| Estadio CA Porteño, Palermo, Buenos Aires Játékvezető: W. A. Jordan |